# Wielki Dział (Roztocze)
Wielki Dział (390,4 m n.p.m.) – do niedawna był uznawany za najwyższy szczyt polskiego Roztocza. Obecnie drugi pod względem wysokości po Długim Goraju.
Przez Wielki Dział przebiega zielony szlak turystyczny  Szlak im. św. Brata Alberta z Narola do Horyńca-Zdroju, związany z działalnością i życiem św. Brata Alberta Chmielowskiego i bł. Bernardyny Marii Jabłońskiej, urodzonej w Pizunach koło Narola.